# 布魯斯 (伊利諾伊州)
布魯斯（英語：Bruce）是位於美國伊利諾伊州莫爾特里縣的一個非建制地區。該地的面積和人口皆未知。

## 地理
布魯斯的座標為39°31′08″N 88°35′40″W / 39.51889°N 88.59444°W，而該地的平均海拔高度為195米（即640英尺）。